# Norbert Tamba Sandouno

Wappen von Nobert Tamba Sandouno

Norbert Tamba Sandouno (* 6. Juni 1967 in Koniandou, Präfektur Guéckédou) ist ein guineischer römisch-katholischer Geistlicher und Bischof von Guéckédou.

## Leben
Norbert Tamba Sandouno besuchte das Knabenseminar Johannes XXIII. in Kindia, absolvierte das Postulat bei der Ordensgemeinschaft der Barmherzigen Brüder vom hl. Johannes von Gott im senegalesischen Thiès und trat dann in das Priesterseminar in Kankan ein. Anschließend studierte er Philosophie am Priesterseminar Saint Augustine in Bamako und Soziologie an der Universität Conakry. Sein Theologiestudium absolvierte erneut am Priesterseminar in Bamako. Am 18. November 2007 empfing er das Sakrament der Priesterweihe für das Bistum Kankan.
Seine erste Anstellung erhielt er als Kaplan an der Kirche Notre Dame du Rosaire in Guéckédou, der späteren Kathedrale des Bistums Guéckédou. Neben weiteren Aufgaben in der Pfarrseelsorge war er von 2013 bis 2015 Dompfarrer an der Kathedrale des Bistums Kankan, Mitglied des Konsultorenkollegiums sowie Verantwortlicher für die Diözesankommission Justitia et Pax. Von 2016 bis 2017 war er Pfarrer der Pfarrei Notre Dame du Rosaire in Guéckédou und Bischofsvikar für die Familien- und Laienseelsorge. Von 2017 bis 2019 war er erneut Dompfarrer in Kankan und ab 2021 Pfarradministrator der Pfarrei Saint Philippe in Houidou in der Präfektur Guéckédou.
Papst Franziskus ernannte ihn am 29. Juni 2023 zum ersten Bischof des mit gleichem Datum errichteten Bistums Guéckédou. Der Apostolische Nuntius in Guinea, Erzbischof Jean-Sylvain Emien Mambé, spendete ihm am 12. November desselben Jahres in der Kathedrale von Guéckédou die Bischofsweihe. Mitkonsekratoren waren der Erzbischof von Conakry, Vincent Coulibaly, und der Bischof von Nzérékoré, Raphaël Balla Guilavogui.